# Esporte Clube Poções
O Esporte Clube Poções é um time de futebol da cidade de Poções, no estado da Bahia. Foi fundado em 8 de janeiro de 1985. Seu uniforme é camisa azul com detalhes brancos e vermelhos, calção branco e meias brancas. Seu estádio, Heraldo Curvelo, o Heraldão, tem capacidade para 8 mil pessoas.

## História
O clube foi fundado em 1985.
Em 1993 o clube foi campeão do Campeonato Baiano da Segunda Divisão.
Licenciado das competições desde 2012, cogitou se inscrever para a disputa da Segunda Divisão baiana em 2022, mas a falta de condições do Heraldão em sediar jogos impediu a participação do clube.
O Clube vem sendo reerguido por Climério Silva Filadelfo(Presidente) e Sílvio Pereira da Silva(Diretor), haja visto que o Poções estava afundado em dividas e à beira da falência.
Com parcerias hoje o Clube está apto a disputar qualquer competição CBF e busca voltar jogar o Campeonato Baiano Profissional, porém, o grande obstáculo continua sendo a liberação do Estádio Heraldo Curvêlo.

## Títulos
| Estaduais | Estaduais                      | Estaduais | Estaduais  | Estaduais |
|           | Competição                     | Títulos   | Temporadas |           |
|           | Campeonato Baiano - 2ª Divisão | 1         | 1993       |           |
| --------- | ------------------------------ | --------- | ---------- | --------- |